# Xã Carlyle, Quận Allen, Kansas
Xã Carlyle (tiếng Anh: Carlyle Township) là một xã thuộc quận Allen, tiểu bang Kansas, Hoa Kỳ. Năm 2010, dân số của xã này là 285 người.